# Oncocnemis manitoba
Oncocnemis manitoba là một loài bướm đêm trong họ Noctuidae.